# Pilo (famiglia)
La famiglia Pilo è un'antica famiglia siciliana di ascendenze spagnole.

## Origine del cognome
Il nome Pilo ha origine romano-visigota; dal latino pilum, "pilo", arma in asta da getto lunga ca. 150 cm in uso nell’esercito romano. Nel sec. II a.C. era l'arma per eccellenza dei fanti romani delle due prime file della legione (hastati, principes). Un secolo più tardi il pilum fu usato da tutti i legionari).

## Storia
I Pilo sono una famiglia nobile di origine spagnola discendente da Wilfredo I e da Raimondo Berengario III della casata di Barcellona. La famiglia si trasferì nel 1125 a Genova con Robualdo che adottò come cognome Pilo, il soprannome  dei suoi antenati. Durante la Repubblica di Genova i Pilo ebbero le signorie di Ripacandita in Basilicata, di Vitalegri in Puglia, il Governatorato di Mineo e Mongialini in Sicilia e la Signoria di Angri in Campania. La famiglia si trasferì a Palermo nel 1560 con Bartolomeo e con il primogenito Lorenzo che darà vita al ramo siciliano dei Pilo. In Sicilia dalla fine del cinquecento la famiglia possedette il Principato di Roccapalumba, il Ducato di Cefalà Diana, i Marchesati di Marineo e Torretta, la Contea di Capaci, la Signoria di Brucato, la Baronia della Salina di Chiusa Grande di Trapani, inoltre furono Baroni di Sommacco e Miccini, ebbero la Castellania di Porta Felice di Palermo, la Baronia di Melia e Miraglia e il feudo di Bruca e Crisciuna.
Un Girolamo marchese di Marineo e conte di Capaci fu capitano di giustizia, pretore di Palermo, vicario generale e come tanti suoi predecessori senatore del Regno di Sicilia. Un Rosolino figlio di Girolamo e di Antonia Gioeni figlia di Giovanni duca d'Angiò, fu un cospiratore audace sognatore di una Sicilia libera, garibaldino e precursore dei Mille di Garibaldi, dette la sua vita, contro l'esercito borbonico, presso San Martino alle Scale vicino Palermo. Una strada nel centro di Palermo,in molte città e nei piccoli e grandi centri italiani portano il suo nome, come anche una piazza a Roma nel quartiere di Monte Verde.
Nel 1840, in virtù dei testamenti del Principe La Grua Talamanca e della Principessa di Carini Felicita Diana, il nipote Ignazio Pilo ereditò i beni mobili e immobili e il titolo di Duca di Cefalà Diana, e con ordinanza del 7 dicembre 1840 del Regio Giudice del Circondario Palazzo Reale, Ignazio Pilo fu immesso nel possesso della detta eredità. Anche il titolo marchionale di Marineo con una parte del feudo annesso, fu riconosciuto e confermato definitivamente a Girolamo Pilo, figlio di Ignazio Pilo e di Rosalia Denti dei Duchi di Piraino e ai suoi successori dal Re e dalla Consulta Araldica del Regno d'Italia, con Regio Decreto del 27 gennaio 1902. Girolamo, non avendo contratto matrimonio, lasciò erede dei titoli nobiliari e dell'intero patrimonio immobiliare, secondo la legge siciliana e del Regno d'Italia, la nipote Maria Concetta sposata con il Prof. Vittorio Bacci, nobile e provveditore agli studi del Regno d'Italia. La famiglia Bacci, residente a Lucca e a Firenze, era iscritta alla Cittadinanza Fiorentina nel quartiere di Santo Spirito ed ammessa alla nobiltà cittadina con rescritto del Granduca di Toscana dal 13 agosto 1839.
Maria Concetta che con Regie Patenti dell'8 gennaio 1920, era stata investita ufficialmente del Marchesato di Marineo, della Contea di Capaci, della Baronia della Salina di Chiusa Grande (Morana) di Trapani , investí suo figlio Ruggero, il primogenito, nato a Lucca il 23 giugno del 1877 con Regio Decreto del 2 marzo 1921 per anticipata successione materna dei titoli nobiliari della madre , per sé e per i suoi discendenti e dell'intero patrimonio mobiliare e immobiliare, e assunse il cognome Pilo Bacci.
La famiglia agli inizi del duecento si diramò anche in Sardegna da un Guantino, capitano di Alfonso V d'Aragona. Furono Signori di Romangia con Juna Pilo.
Da un ramo dei Pilo di Sassari discendono i Pilo Boyl o Boyl, di cui il più famoso fu Vittorio Pilo Boyl, marchese di Putifigari, luogotenente generale, Cavaliere della SS. Annunziata.

## Arma
D'azzurro, a due leoni coronati d'oro, affrontati e controrampanti ad un albero di pino sradicato al naturale, fruttifero d'oro, sormontato da tre stelle dello stesso.. Cimiero: un drago d'oro, tenente colle zampe due mazze dello stesso in decusse